# Luché-Thouarsais
Luché-Thouarsais – miejscowość i gmina we Francji, w regionie Nowa Akwitania, w departamencie Deux-Sèvres.
Według danych na rok 1990 gminę zamieszkiwało 336 osób, a gęstość zaludnienia wynosiła 25 osób/km² (wśród 1467 gmin regionu Poitou-Charentes Luché-Thouarsais plasuje się na 682. miejscu pod względem liczby ludności, natomiast pod względem powierzchni na miejscu 655.).